# Free Inquiry
Free Inquiry je dvouměsíčník sekulárně humanistických názorů a komentářů, který vydává Council for Secular Humanism, program organizace Center for Inquiry.

Filosof Paul Kurtz byl jeho šéfredaktorem od jeho založení v roce 1980 až do svého odchodu z časopisu v roce 2010. Jeho nástupcem se stal Tom Flynn, současný šéfredaktor. Hlavní články pokrývají širokou škálu témat z pohledu volnomyšlenkářství. Častými tématy jsou odluka církve od státu, věda a náboženství, šíření volnomyšlenkářství a aplikovaná filosofie.

Mezi pravidelné přispěvatele patří známí vědci z oblasti vědy a filozofie.

## Kontroverze
V čísle časopisu Free Inquiry z dubna až května 2006 byly zveřejněny čtyři karikatury, které původně vyšly v dánských novinách Jyllands-Posten a které vyvolaly bouřlivé celosvětové protesty muslimů. Paul Kurtz, tehdejší šéfredaktor Free Inquiry, řekl: „V sázce je vzácné právo na svobodu projevu“. Společnost Borders Group odmítla toto vydání kvůli karikaturám prodávat ve svých prodejnách Borders a Waldenbooks. Jako důvod svého rozhodnutí Borders neuvedla citlivost vůči náboženství, ale obavy z násilí.
Příběh se dostal do celostátních i mezinárodních zpráv a o důsledcích této autocenzury se široce diskutovalo, včetně CBS News, The Washington Post a The New York Times. „Blogosféra“ široce odsoudila rozhodnutí Borders zakázat prodej časopisu a sloupkař Christopher Hitchens ve svém článku nad tímto krokem vyjádřil politování.

## Redakce
Christopher S. Fix byl uměleckým ředitelem Free Inquiry od čísla leden/únor 2009 až do čísla květen/červen 2020. Zemřel 6. března 2021 na rakovinu slinivky.

### Redakční rada
- Šéfredaktor: Paul Kurtz (do května 2010)[9]
- Redaktor: Thomas Flynn
- Odpovědný redaktor: Nicole Scottová
- Zástupce šéfredaktora: Julia Lavarnwayová
- Vedoucí redaktoři: Bill Cooke, Richard Dawkins, Ed Doerr, James Haught, Jim Herrick, Ronald A. Lindsay, Taslima Nasrinová

### Sloupkaři
Mezi pravidelné sloupkaře patří:
- Ophelia Bensonová - autorka a bloggerka
- Russell Blackford - autor a filozof
- Greta Christina - autorka a bloggerka
- Shadia Druryová - profesorka filozofie a politologie
- Tibor Machan - profesor filozofie
- Mark Rubinstein - ekonom
- Faisal Saeed Al Mutar - komentátor a sociální kritik